# Red Oak (Carolina do Norte)
Red Oak é uma cidade  localizada no estado norte-americano de Carolina do Norte, no Condado de Nash.

## Demografia
Segundo o censo norte-americano de 2000, a sua população era de 2723 habitantes.
Em 2006, foi estimada uma população de 2850, um aumento de 127 (4.7%).

## Geografia
De acordo com o United States Census Bureau tem uma área de 50,5 km², dos quais 50,5 km² cobertos por terra e 0,0 km² cobertos por água. Red Oak localiza-se a aproximadamente 62 m acima do nível do mar.

## Localidades na vizinhança
O diagrama seguinte representa as localidades num raio de 16 km ao redor de Red Oak.